# Laurentius Petri
Laurentius Petri (eigentlich Lars Petersson); zur Unterscheidung von anderen Trägern des gleichen Namens, z. B. seines Nachfolgers, oft mit dem Beinamen Nericius (nach seiner Heimatprovinz Närke) (* 1499 in Örebro; † 26. Oktober oder 27. Oktober 1573 in Uppsala) war ein schwedischer Theologe und der erste lutherische Erzbischof. Er gilt zusammen mit seinem älteren Bruder Olaus Petri als Reformator Schwedens.

## Leben

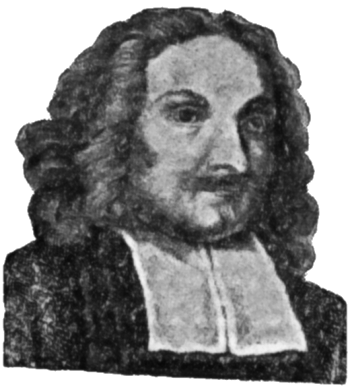
Laurentius Petri

Laurentius war Sohn eines Schmieds in Örebro und erhielt die erste Ausbildung im dortigen Karmeliterkloster. Ansonsten ist über seine frühen Jahre wenig bekannt. Er studierte in Wittenberg, allerdings nicht, wie früher angenommen, zusammen mit seinem Bruder Olaus Anfang der 1520er Jahre, sondern erst ab 1527 (wohl mit einem Stipendium von König Gustav I. Wasa, der sich eine Förderung der Reformation erhoffte). Seine Lehrer waren vor allem Martin Luther und Philipp Melanchthon, denen er gleichermaßen verpflichtet blieb. 1530 kehrte er nach Schweden zurück und wurde Schulmeister in Uppsala.
Im Sommer 1531 wurde Laurentius auf Druck des Königs, der bislang einen klaren Bruch mit Rom gescheut hatte, zum Erzbischof von Uppsala gewählt und am 22. September geweiht durch den Bischof von Västerås, Petrus Magni. Nach Auffassung der Schwedischen Kirche ist dadurch die Apostolische Sukzession erhalten geblieben, was aber von der römisch-Katholischen Kirche nicht anerkannt wird.
In den folgenden Jahren wurde Laurentius zum wichtigsten Organisator der evangelischen Kirche in Schweden. Gegenüber dem immer wieder schwankenden König Gustav Vasa sowie dessen Söhnen Erik XIV., dem kryptocalvinistische Neigungen vorgeworfen wurden, und Johann III., der auf Grundlage der Theologie Georg Cassanders einen Ausgleich mit der römisch-Katholischen Kirche anstrebte, konnte er ihre Bindung an die Wittenberger Reformation, aber zugleich ihre Unabhängigkeit gegenüber der königlichen Macht und die Bewahrung vieler Traditionen sichern. Dabei war er zeitweilig zu Kompromissen gezwungen. So saß er im Gericht, das seinen eigenen Bruder Olaus und Laurentius Andreae zum Tode verurteilte.
Laurentius verfasste zahlreiche theologische Schriften, darunter eine viel benutzte Postille, und übersetzte Werke der Reformatoren ins Schwedische. Er gab 1542 ein Gesangbuch heraus (in dem etliche von ihm selbst gedichtete Kirchenlieder sowie eine Übersetzung von Luthers Kleinem Katechismus enthalten waren), schuf die schwedische Gottesdienstordnung und leitete die Arbeit, die zur ersten schwedischen Bibelausgabe („Gustav-Wasa-Bibel“) von 1541 führte. Sein großes Werk war die neue Kirchenordnung, die ein Jahr vor seinem Tode rechtsgültig wurde.
Laurentius Petri war mit Elisabeth Didriksdotter verheiratet. Zwei seiner Töchter waren mit seinen drei Nachfolgern verheiratet: Margareta († 1616) mit Laurentius Petri Gothus und nach dessen Tod mit Andreas Laurentii Björnram, Magdalena († 1614) mit Abraham Angermannus.

## Gedenktage
- Evangelische Kirche in Deutschland: 27. Oktober im Evangelischen Namenkalender[1]
- Evangelisch-Lutherische Kirche in Amerika: 19. April[2]

## Werke (neuere Ausgaben)
- Laurentius Petris handskrivna kyrkoordning av år 1561. Hrsg. von Emil Färnström. Stockholm 1956
- Martti Parvio: Canon ecclesiasticus; en latinsk utgåva av Laurentius Petris kyrkoordning. Finska Kyrkohistoriska Samfundet, Helsingfors 1966.
- Messan på swensko 1557. Faksimile-Ausgabe mit Einleitung von S. Serenius. Uppsala 1969
- Sven Kjöllerström (Hrsg.): Den svenska kyrkoordningen 1571 jämte studier kring tillkomst, innehåll och användning. Lund 1971